# Kościół św. Michała Archanioła w Woropajewie
Kościół św. Michała Archanioła w Woropajewie – kościół parafialny w Woropajewie na Białorusi. Znajduje się w centrum wsi przy ulicy Zawadzkiej.

## Historia
Jest to drugi kościół parafialny. Poprzedni, drewniany został przez Sowietów w 1948 roku zamknięty i zamieniony na magazyn zboża, a później spłonął.
W 1990 roku do Woropajewa zaczęli przyjeżdżać księża z sąsiednich parafii. Jednym z nich był ks. prałat Józef Bulka, który zaczął zbierać materiały budowlane i organizować budowę kościoła. Kościół zaczęto budować na początku 1991 roku wysiłkiem ks. Józefa Bulki, nowo mianowanego proboszcza ks. Kazimierza Okuszki i grupy gorliwych parafian. 27 lipca 1991 roku arcybiskup Kazimierz Świątek poświęcił budynek, będący w stanie surowym. W 1996 roku proboszczem został ks. Józef Bulko, który ukończył budowę świątyni. Kierował pracami przy uporządkowaniu terenu wokół kościoła oraz zaczął zbierać materiały budowlane do budowy plebanii. W 2000 roku proboszczem został ks. Paweł Kubik SCJ, który rozpoczął jej budowę. Później proboszczem został ks. Jerzy Nocuń, który rozpoczął budowę domu parafialnego.
28 lipca 2012 roku obchodzono uroczystość 15-lecia poświęcenia kościoła parafialnego. Na uroczystość przybył biskup Władysław Blin, kapłani, którzy wcześniej pracowali w Woropajewie, oraz duchowieństwo z sąsiednich parafii.